# Крест Прибины
Крест Прибины (словац. Pribinov kríž) — государственная награда Словакии.
Крест Прибины был учрежден Законом № 37/1994 от 2 февраля 1994 года.
Носит имя Прибины — первого известного правителя на землях современной Словакии, князя Нитранского княжества (825—833), князя Блатенского княжества (840—860).

## Основания награждения
Крестом Прибины награждаются граждане Словакии за выдающиеся заслуги и деятельность по развитию экономической, социальной и культурной жизни Словацкой Республики.
Каждый Президент Словацкой Республики является кавалером Креста Прибины первого класса.
Орден имеет три класса. Высший — 1 класс.
| Изображение Креста Прибины | Изображение Креста Прибины | Изображение Креста Прибины |
| -------------------------- | -------------------------- | -------------------------- |
| I класса                   | II класса                  | III класса                 |
| Ленты Креста Прибины       |                            |                            |
| I класса                   | II класса                  | III класса                 |

Среди награждённых Крестом Прибины I класса:
- Гашпарович, Иван
- Замаровский, Войтех
- Ковач, Михал
- Дубчек, Александр (2000)
- Руфус, Милан (2009)
- Юркович, Душан
- Ладислав Худик
- Шустер, Рудольф
- Патколо, Роман